# Arbatszkaja metróállomás (Filjovszkaja vonal)
A moszkvai metró 4-es számú, világoskék színnel jelzett, Filjovszkaja nevű vonalának Arbatszkaja állomása az Alekszandrovszkij szad és a Szmolenszkaja állomások között fekszik. 1935. május 15-én nyitották meg, akkor még a Szokolnyicseszkaja vonal állomásaként, az első moszkvai metróvonal átadásakor. Nevét a közeli Arbat utcáról kapta, csakúgy, mint az azonos nevű Arbatszkaja állomás az Arbatszko-Pokrovszkaja vonalon.
A kéreg alatti állomás az egyik legcsendesebb forgalmú a moszkvai belvárosban. Naponta átlag mindössze 12 000 utas használja, mivel itt, a közeli más metróállomásoktól eltérően, átszállási lehetőség nincs.
1941. július 23-án súlyos tragédia történt az állomás felszíni bejáratánál. A Szovjetunió elleni német támadás kezdete után egy hónappal a Luftwaffe váratlan légicsapást mért Moszkvára. Légiriadót sem fújtak, a járókelőket teljesen váratlanul érte a bombák robbanása. A kitört pánik során a metróba igyekvő emberek közül 46-an estek áldozatul a tömegnyomásnak.

## Fordítás
- Ez a szócikk részben vagy egészben a Арбатская (станция метро, Филёвская линия) című orosz Wikipédia-szócikk ezen változatának fordításán alapul.  Az eredeti cikk szerkesztőit annak laptörténete sorolja fel. Ez a jelzés csupán a megfogalmazás eredetét és a szerzői jogokat jelzi, nem szolgál a cikkben szereplő információk forrásmegjelöléseként.